# Transbank
Transbank es una empresa chilena que presta servicios de adquirencia, operación y procesamiento de transacciones de pago con tarjetas de crédito, débito bancarias y prepago en Chile a comercios presenciales y electrónicos, a través de soluciones terminales de punto de venta (TPV o POS por su sigla en inglés), tecnologías de integración y pasarelas de pago digital.

## Historia
Transbank nació el 4 de agosto de 1989, al alero de ocho bancos (Banco de Chile, Banco de Crédito e Inversiones, Banco Concepción, Banco Español-Chile, Banco de A. Edwards, Banco Osorno y La Unión, Banco Sud Americano y Centrobanco) que se unieron para formar la Sociedad Interbancaria Administradora de Tarjetas de Crédito S.A., la que luego sería Transbank S.A. y que a la fecha cuenta, entre sus instituciones accionistas, con ABN-Amro Bank, BBVA, Banco Bice, Banco de Chile, Banco Crédito Inversiones (BCI), Banco del Desarrollo, BancoEstado (se une en 2002), Banco Falabella (se une en 2000), Banco Internacional, Banco Santander, Banco Security, Banco Itaú, Citibank, CorpBanca, JP Morgan Chase Bank, Scotiabank Sud Americano, Presto, Consorcio y Tarjetas de Chile S.A.
Transbank a su vez trabaja con las empresas Nexus y Redbanc. La primera es quien realiza las autorizaciones de transacciones, entrega de estados de cuenta y emisión de plásticos, entre otros servicios. La segunda se encuentra a cargo de la red de comunicación de los cajeros automáticos presentes en la red interbancaria con cobertura nacional.
En octubre de 2018 el Banco Santander, uno de sus principales accionistas, anunció que a partir del año siguiente terminaría su contrato con Transbank. Dos años más tarde la entidad bancaria decidió estrenar su propia red de adquirencia, Getnet.
En noviembre de 2021 lanzó su primer mobile TPV o POS (point of sale, por sus siglas en inglés) dirigido a emprendedores y pequeños comercios, transformándose además en la primera vez que la empresa ofrece un terminal de pagos físico bajo una modalidad diferente al contrato de arriendo.

## Controversias
A Transbank se le ha acusado de ser una empresa monopólica y de abusar de su posición dominante en el mercado, ya que es el único ente autorizado para procesar tarjetas de crédito bancarias tanto en comercios establecidos como en Internet (mediante su plataforma Webpay). Esto desencadenó que fuese investigada por la Fiscalía Nacional Económica (FNE) a petición de la comisión de economía de la Cámara de Diputados. Su posición monopólica de administración nacional de los terminales de punto de venta (TPV) terminó en 2016, cuando la empresa Multicaja entró a competir en el mercado de pagos con tarjeta de crédito y débito en el comercio establecido y virtual chileno.

## Productos
Entre los productos que ofrece Transbank para los tarjetahabientes se encuentran los siguientes:
- Tarjetas de crédito:[9] El sistema permite realizar transacciones en los puntos de venta, lo que es más rápido y además asegura el pago abonando las ventas según un plan contratado.
- Pinpass:[10] Sistema que permite realizar transacciones con tarjetas de crédito bancarias únicamente ingresando un número secreto (o PIN) de 4 cifras. Sin la necesidad de mostrar la cédula de identidad o firmar un voucher.
- Redcompra:[11] Sistema que permite realizar transacciones con tarjetas de débito bancarias únicamente ingresando un número secreto (o PIN) de 4 cifras que corresponde al mismo número secreto que se usa en los cajeros automáticos. Sin la necesidad de mostrar la cédula de identidad o firmar un boleto.
- Redcompra da vuelto:[12] Opción que permite al cliente recibir vuelto en efectivo al pagar su compra. Esta opción permite recibir $1000, $5000, $10 000 y $20 000.
- Sistema de cuotas:[13] Permite la venta de productos en cuotas mensuales, donde Transbank abona las ventas de acuerdo al producto contratado.
  - 3 cuotas sin intereses.[14]
  - 2 a N cuotas sin intereses.[15]
  - Cuotas sin interés en promoción del comercio.[16]
  - Cuotas normales.[17]
- Webpay:[18] Sistema que permite realizar transacciones por internet con tarjetas de crédito o débito.[19]
- Webpay Plus:[20] Sistema de transacciones por Internet con tarjetas de crédito o débito en el sitio web del comercio.
- Pago automático de cuentas:[21] Patpass es la solución de pago automático del mercado para pagar las cuentas con tus tarjetas de crédito.
- Webpay.cl:[22] Sitio especial para los comercios que deben realizar cobros con tarjetas de crédito.
- Agencia de viajes:[23] Solución que Transbank provee para realizar el cobro para el turismo.
- Terminal de Punto de Venta (POS):[24] Incluye en un negocio la tecnología para aceptar todo medio de pago en un solo dispositivo.
- Onepay: aplicación móvil que sirve como billetera virtual para pagar mediante este, previo registro y para compras en línea.